# Jost Gross
Jost Gross (* 1. März 1946 in Flawil; † 6. Mai 2005 in Waldenburg, Baden-Württemberg; heimatberechtigt in Sitterdorf) war ein Schweizer Politiker (SP).

## Biografie
Gross war Rechtsanwalt und Privatdozent für Staats- und Verwaltungsrecht an der Universität St. Gallen. Von 1979 bis 1987 gehörte er dem Stadtrat (Exekutive) von Steckborn an. Zwischen 1980 und 1984 war er im Grossen Rat des Kantons Thurgau und gleichzeitig Präsident der SP Thurgau. Von den Wahlen 1995 bis zu seinem Tod 2005 gehörte er dem Nationalrat an. Er war Mitglied der Kommission für soziale Sicherheit und Gesundheit (1995–2005), der Kommission für Rechtsfragen (1998–2003) und der Staatspolitischen Kommission (2003–2005). Von 1992 bis 2004 war Gross Präsident der Schweizerischen Gesellschaft für Gesundheitspolitik (SGGP). Ab 1994 amtierte er als Präsident des thurgauischen Gewerkschaftsbundes und der Stiftung Pro Mente Sana in Weinfelden. 
Am 6. Mai 2005 brach er während eines Parlamentarier-Fussballturniers in Waldenburg gegen die Mannschaft des Deutschen Bundestages zusammen. Trotz sofort eingeleiteter Wiederbelebungsmassnahmen konnte im Krankenhaus von Schwäbisch Hall nur noch sein Tod festgestellt werden.
Seine Nachfolgerin im Nationalrat ist Edith Graf-Litscher, die am 30. Mai 2005 vereidigt wurde. Gross war geschieden und hatte zwei Kinder. Einer seiner Brüder war der Soziologe Peter Gross.